# Carlo Devoti
Carlo Devoti (Ponte dell'Olio, 14 maggio 1946) è un ex pallavolista ed ex multiplista italiano.

## Biografia
La sua famiglia ha vissuto a Bettola, nell’appennino piacentino, fin quando Carlo ha compiuto 14 anni, dopo di che si è trasferita a Piacenza per agevolare lui ed i suoi fratelli nella fase degli studi nelle scuole superiori.
Qui ha avuto modo di avvicinarsi alla pallavolo frequentando l’Oratorio della Parrocchia Corpus Domini.

## Carriera Pallavolo
Con la squadra dell’oratorio è riuscito a vincere il titolo italiano CSI e risale a quegli anni il soprannome “Picchio” legato al suo naso leggermente aquilino, ai capelli che si alzavano dietro e alla potenza del suo attacco, da cui il motto dei suoi tifosi "Picchia Picchio"
Ha iniziato a giocare in serie A di pallavolo a Roma, nella S.S. Lazio, dove si era trasferito per studiare alla Scuola Centrale dello Sport.
Nella stagione 1969-70, ha accettato l’invito dei compagni di nazionale Alberto Scotti, Luigi Roncoroni, Pietro De Angelis e Paolo Gazza per trasferirsi a Parma nella squadra appena laureatasi campione di Italia.
Vi è rimasto praticamente fino a fine carriera con il suolo ruolo di giocatore avvenuto nel 1976 con la sola eccezioni del passaggio alla Virtus Bologna nella stagione 1972-73 Successivamente ha ricoperto il ruolo da allenatore giocatore e poi solo allenatore a Cremona. 
Gli ultimi passaggi da giocatore li ha fatti nella seconda squadra di Parma di inizio anni ’80, creata da Giorgio Muzzi e allenata da Raimondo Violi, nel Cervo di Collecchio, per poi terminare nella Libertas Corpus Domini, squadra squadra con la quale aveva iniziato a giocare.
Nel 1970 ha fatto parte della nazionale che ha vinto le Universiadi a Torino. Nel 2020 è stato lui ad organizzare tra Parma  e Berceto un‘imponente celebrazione dell’evento, coinvolgendo le istituzioni comunali, il seminario minore, molti delle più importanti associazioni benemerite del Coni e le massime cariche universitarie. 
Ha indossato 70 volte la Maglia Azzurra. Con la nazionale ha partecipato anche ai Mondiali di Sofia del 1970
Come allenatore ha guidato la squadra di A2 di Cremona nelle stagioni 1982-83 e 1984-85. Negli anni successivi ha guidato diverse squadre femminili, tra cui allenato la squadra di Parma femminile che stava rapidamente avanzando verso la serie A1, e maschili nel parmense e mantovano.
Tra i propri allievi, molti hanno raggiunto la nazionale, disputando anche importanti manifestazioni internazionali. Tra questi Giulio Belletti, Paolo Vecchi e Gilberto Passani.

## Carriera Atletica leggera

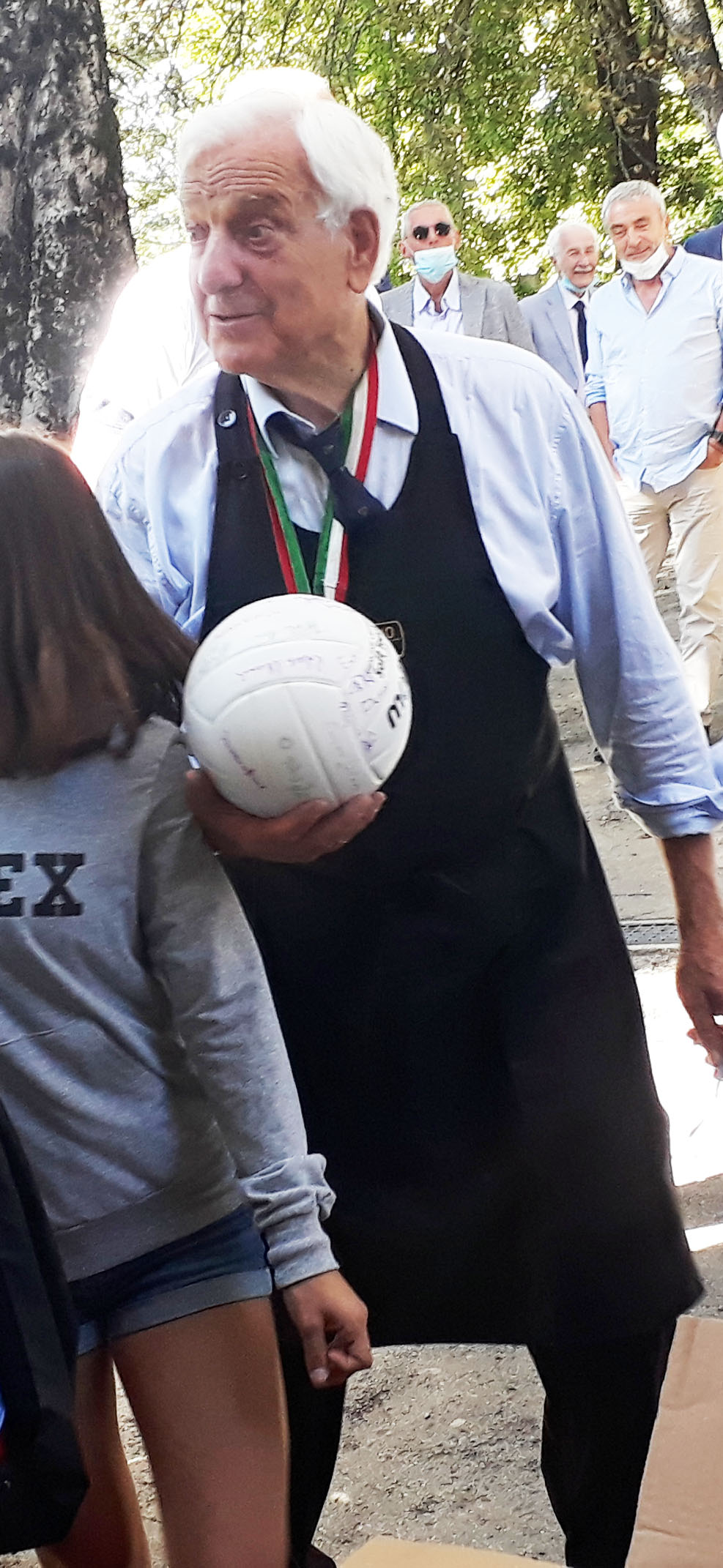
Carlo Devoti durante la festa per i 50 anni dalla vittoria delle Universiadi

Nell'atletica leggera si è specializzato nelle prove multiple (eptathlon e decathlon).
Come eptatleta ha conquistato il 5º posto Italiani assoluti a Formia nel 1965 e come decatleta il 9º posto nel 1969 a Pistoia, ricevendo il distintivo d'oro FIDAL per aver superato i 5500 punti

## Attività per i giovani
Nel 1969, al termine degli studi, ha ottenuto il titolo di Maestro di Sport del CONI
È stato colui che nel 1984 ha ideato e diretto la Scuola Sport, diventata successivamente il Festival Internazionale Dei Giovani, ospitando nei suoi primi 35 anni circa 60.000 giovani provenienti da 40 differenti paesi, prima a Bedonia, poi Ferriere e successivamente a Berceto.
Questo suo impegno nell’iniziativa, ispirata al progetto VIVAS (Vivere i valori con l’Arte e lo Sport), gli porterà a venire scelto nel 2008 dalla Provincia di Piacenza quale vincitore del Premio per la Pace "Livia Cagnani"
Sempre grazie a questa iniziativa, il 24 giugno 2019, gli è stato conferito a Parigi il "Palmarès 2019" dell'Arts-Sciences-Lettres, assegnato a chi si distingue a livello mondiale per la promozione della cultura nel campo artistico, letterario e scientifico. La motivazione specifica sta nell'aver riportato all'attenzione dei giovani il connubio fra arte e sport come strumenti di pace, così come dettato nello spirito Olimpico.

## Palmarès

### Giocatore

#### Nazionale
- Universiade: 1

Torino 1970

## Riconoscimenti
- 1968 - Medaglia di Bronzo nazionale al valore atletico del CONI[14]
- 2008 –Premio per la Pace "Livia Cagnani"[13]
- 2018 – Ambasciatore per la Pace per il Comune di Berceto[15]
- 2018 – Ambasciatore regionale dell’accademia olimpica nazionale italiana[16]
- 2019 - "Palmarès 2019" dell'Arts-Sciences-Lettres di Parigi[9]